# Nokia 3210
Nokia 3210 a fost prezentat la expoziția CeBit Hannover din Germania pe 18 martie 1999 și a avut o lansare în Asia Pacific în Singapore. Au fost vândute 160 de milioane de bucăți. A fost primul telefonul mobil cu antena încorporată și a fost unul dintre cele mai populare modele ale producătorului finlandez.
A avut trei jocuri preinstalate: Snake, Memory și Rotation.
Acest telefon a fost primul din seria Nokia care a permis utilizatorilor să trimită mesaje ilustrate pre-setate de la un dispozitiv la altul, de exemplu Happy Birthday (La mulți ani).
Bateria internă a fost acoperită de capacul Nokia Xpress-on. Bateria Ni-MH oferă până la 4 ore și 30 de minute de convorbiri și până la 260 de ore de standby.
Nokia 3210 are 40 tonuri de apel și are 34 de limbi.
Nokia 3210 suportă toate cele trei codecuri de voce wireless: Full Rate, Enhanced Full Rate și Half Rate. 
Nokia a dezvoltat Enhanced Full Rate împreună cu Universitatea din Sherbrooke și mers pentru adaptarea sa ca standard industrial.